# Циануксусная кислота
Циануксусная кислота (цианацетат, цианоэтановая кислота, мононитрил малоновой кислоты) — органическое вещество, нитрил малоновой кислоты.

## Физические свойства
Представляет собой бесцветное кристаллическое вещество, расплывающееся на воздухе. Гигроскопичная. Хорошо растворяется в воде, полярных органических растворителях этиловом спирте, диэтиловом эфире, плохо в неполярных органических растворителях: алифатических углеводородах, бензоле, толуоле.

## Химические свойства
Циануксусная кислота вследствие наличия нескольких функциональных групп вступает в различные химические реакции.
- По карбоксильной группе:

Проявляет все свойства характерные карбоновым кислотам — образует соли с металлами, сложные эфиры, амид, ангидрид, галогенангидриды и тд.
- По СN-группе:

Для нитрильной группы характерны реакции нуклеофильного замещения, в частности гидролиз.
Гидролиз циануксусной кислоты происходит в кислой среде, с образованием амида малоновой кислоты, который далее гидролизуется до малоновой кислоты:
{\displaystyle {\mathsf {HOOCCH_{2}CN+HCl\rightarrow [HOOCCH_{2}C{\text{=}}NH]Cl}}}
{\displaystyle {\mathsf {[HOOCCH_{2}C=NH]Cl{\xrightarrow[{-HCl}]{H_{2}O}}HOOCCH_{2}C(OH)NH}}}
{\displaystyle {\mathsf {HOOCCH_{2}C(OH)NH\rightarrow HOOCCH_{2}CONH_{2}}}}
{\displaystyle {\mathsf {HOOCCH_{2}CONH_{2}{\xrightarrow[{-NH_{3}}]{H_{2}O}}HOOCCH_{2}COOH}}}
В щелочной среде образуются соли малоновой кислоты:
{\displaystyle {\mathsf {HOOCCH_{2}CN+2NaOH\rightarrow NaOOCCH_{2}COONa+NH_{3}}}}
Взаимодействие с аммиаком и аминами (первичными и вторичными) приводит к образованию амидинов
{\displaystyle {\mathsf {HOOCCH_{2}CN+CH_{3}NH_{2}\rightarrow HOOCCH_{2}CNHCH_{3}{\text{=}}NH}}}
При нагревании выше 160 °С декарбоксилируется с образованием ацетонитрила:
{\displaystyle {\mathsf {HOOCCH_{2}CN{\xrightarrow {>160^{o}C}}CH_{3}CN+CO_{2}{\text{↑}}}}}

## Получение
Циануксусная кислота получается при взаимодействии хлоруксусной кислоты и цианида калия:
{\displaystyle {\mathsf {CH_{2}ClCOOH+KCN\rightarrow NCCH_{2}COOH+KCl}}}
В лаборатории возможно получение из щелочных солей циануксусной кислоты в растворе с серной кислотой при 30-35 °С:
{\displaystyle {\mathsf {2NCCH_{2}COONa+H_{2}SO_{4}\rightarrow 2NCCH_{2}COOH+Na_{2}SO_{4}}}}

## Применение
Широко используется в органическом синтезе. Эфиры циануксусной кислоты служат полупродуктами для синтеза цианакрилатных клеев, лекарственных средств (аллопуринола, витамина В1, кофеина и др.) и в качестве растворителей.

## Токсикология
В отличие от нитрилов, циануксусная кислота слаботоксична ЛД50 = 1,5 г/кг (крысы, перорально), для сравнения токсичность синильной кислоты почти в 1000 раз больше и составляет порядка 1,5-2 мг/кг. Довольная едкая, при попадании на кожу с высокой концентрацией может оставлять сильный ожог.